# Kaleidosporium fenestratum
Kaleidosporium fenestratum är en svampart som först beskrevs av Ellis & Everh., och fick sitt nu gällande namn av Van Warmelo & B. Sutton 1981. Kaleidosporium fenestratum ingår i släktet Kaleidosporium, divisionen sporsäcksvampar och riket svampar.   Inga underarter finns listade i Catalogue of Life.